# Leo Wickihalder
Leo Wickihalder (Zúric, 3 de juliol de 1937 - districte d'Oberhasli, 14 de setembre de 2008) va ser un ciclista suís professional del 1960 al 1968. Es va especialitzar en el ciclisme en pista on va aconseguir una medalla al Campionat del Món de Mig Fons.